# ロリー・バーン
ロリー・バーン（英語: Rory Byrne 、1944年1月10日 - ）は、南アフリカ共和国出身の自動車技術者、レーシングカーデザイナー。
長年フォーミュラカーの設計に携わり、F1車両開発の要職を歴任。特に設計責任者を務めたスクーデリア・フェラーリでは、コンストラクターズタイトル6連覇の黄金時代をもたらした。

## 略歴
1997年から2006年2月にかけスクーデリア・フェラーリでチーフデザイナー職にあり、同チームの黄金期に多大な貢献をした。現在は同チームのアドバイザーを務めている。
1990年代から2000年代のF1を代表するデザイナーと衆目の見解は一致しており、同時代でバーンに唯一比肩するとみなされているデザイナー、エイドリアン・ニューウェイとは甲乙つけがたく、バーンの車は71勝と6回のコンストラクターズタイトル、5回のドライバーズタイトルを獲得しており、これはエイドリアン・ニューウェイがデザインした車が1992年以降に達成した67勝、6回ずつのコンストラクターズ/ドライバーズタイトルという記録と拮抗するものである。

## 初期の経歴
南アフリカでは少年時代からエンジンを搭載していないグライダーに熱中しており、選手権にグライダー・パイロットとして出場。1960年、1961年、1963年と南アフリカグライダー選手権チャンピオンを獲得している。グライダー機体の設計も自らで行い、この経験によりエアロダイナミクスに独自の理論と自信が生じたと述べている。
バーンは南アフリカ・ヨハネスブルグのウィットウォータースランド大学在学中、最初は競技者としてモータースポーツに興味を抱き始め、後に技術的側面に関わるようになった。1965年に卒業した後、バーンは化学者として働きながらレースへの情熱を保ち続け、1960年代の終わり頃に2人の友人とともに故国南アフリカへ高性能自動車用パーツを輸入する会社を設立した。この頃に彼は初めてレース用車両のデザインを始めた。それまで本格的な工学実習の経験がなかったが、デザインは数学的知識を駆使して行われた。彼の設計した最初の車はフォーミュラ・フォード用シングルシーターのレーシング・フォーミュラカーで、競争力があり1972年の選手権では上位に食い込んだ。
1972年の成功を受けて、バーンはレーシングカーのデザインでキャリアを追求すべくイングランドへと移住した。年式の古いロワイヤルレーシング製フォーミュラ・フォード用車両を購入し、デザインを改善するのに必要な技能の習得を始めた。1973年にはロワイヤルの創設者であったボブ・キングがチーム売却の決断をするという幸運に恵まれた。新しいオーナーはデザイナーでもあったキングの代わりとなるエンジニアを必要としており、バーンに職を提示したのだった。バーンはその後4年の間、ロワイヤルとそのユーザーのためにフォーミュラ・スーパーVee用のRP19をはじめさまざまな車両のデザインを行った。ロワイヤルのドライバーはボビー・レイホールで、彼はいくつかの表彰台を獲得した。1975年にスネッタートンでの最後の開催となった「フォーミュラ・フォード・フェスティバル」では、バーン作品であるRP21をジェフ・リースが運転し優勝した。1976年はFF2000用のRP25や、F3カー、フォーミュラ・アトランティック用のシャーシを設計。ケニー・アチソンがロワイヤルのマシンでフォーミュラ・フォードチャンピオンを獲得した。ここでバーンはパット・シモンズと同僚であり、以後も長く友人となる。
1977年、テッド・トールマンに紹介されたことで、33歳となり英国モータースポーツ界における名士となっていたバーンに次なる機会が訪れた。トールマンはヨーロッパF2選手権に参戦するトールマングループ・モータースポーツのオーナーであり、バーンをデザイナーとして迎え入れた。数年に渡って右肩上がりに伸びていったトールマンの成績は、1980年にバーンが作ったトールマン・TG280によって1980年のヨーロッパF2選手権のチャンピオンとランキング2位を独占し頂点に達した。トールマンチームとバーンは、まさにF1の世界へと飛び込む準備万端という状態だった。

## F1

### トールマン
バーンの手による最初のグランプリ用車両は、ハートエンジンを搭載したTG181だった。遠方で開催された開幕3戦を資金不足のため欠場したトールマンは、サンマリノGPでF1に初出走した。最初の2シーズンはポイント獲得にも苦労していたが、1983年にはデレック・ワーウィックとブルーノ・ジャコメリによって10ポイントを獲得しコンストラクターズ選手権で9位に食い込んだ。これはF1パドックにおいてバーンが信頼を得るにも十分な成績であった。同シーズン終了後にトールマンはアイルトン・セナと契約し、バーン、セナ、トールマンの3者にとっての初勝利へあと一歩へと近づいた。1984年のTG184では、1980年代のバーンの代名詞となり、グライダー経験者ならではとも言われた大型で1枚の曲線板で構成されるフロント・ウィングを採用。以後1989年のB189までフロントウィングの基本形状は変わらず、長く採用されることとなった。リヤウィングにはTG183から独自の曲線と曲面で構成されたダブル・ウィングが装着され、その翼端板前方の曲線形状は5年後のB188まで継承された。トールマン時代からすでに「基本設計や適切な機器と配管、適切な時期に優秀なエンジンを入手することなど大切なファクターはいくつかあるけど、マシンの戦闘力に決定的な差を持たせるためには、空力性能が最も大切だ。」と言い切り、持論を確立していた。

### ベネトン
グリッド最前列に向けたチームの着実な進歩は、1985年にベネトン一族がトールマンを買収する計画を公式発表したことで強い後押しを得ることになった。1986年からベネトン・フォーミュラと名前を変えたチームは、予算と資源の増加、加えて同年ストレート最速と言われたBMW直4ターボエンジンを得たことにより、1986年10月のメキシコGPにおいてゲルハルト・ベルガーが彼自身にとっても、またチームおよびバーンにとっても初となる勝利をB186で記録した。
1987年のB187では、大型のフロントウィングに加えて、ベンチュリーによるさらなるグランドエフェクト獲得のためにフロント・ノーズ付近のデザインを工夫することで空力性能の引き上げを狙った。このマシンにバーンが盛り込んだ極端に細身のモノコックと先端に向かって絞り込んだノーズコーンは「ペンシル・ノーズ」や「ニードル・ノーズ」と呼ばれ、翌年以後ライバル・チームはこの細いフロント部分の模倣を開始。バーンはF1マシンデザインのトレンドセッターとなった。フロントウィング周辺とリヤディフューザーによるダブル・ベンチュリーのコンセプトは1988年のB188、1989年のB189にも継続され、B189で1勝を挙げた。
1989年末に、ベネトンはフェラーリに在籍していたジョン・バーナードをテクニカルディレクターに据えたため、バーンは1990年夏にベネトンを離れてレイナードF1プロジェクトに参画する。このプロジェクトは1992年から参戦を開始する計画で、トールマン時代の盟友であるテッド・トールマンとアレックス・ホークリッジが深く関わっていたこともバーンの移籍を促す理由だった。しかし、レイナードのF1参戦は資金問題によりご破算になった。1991年夏にバーナードがベネトンを離脱後、バーンはベネトンへと戻った。この時チームはフラビオ・ブリアトーレの強力な指導下にあり、またチームはミハエル・シューマッハの獲得にも成功していた。すなわち、バーンの加入により、ミハエル・シューマッハ、ロス・ブラウン、そしてロリー・バーンという、1990年代から2000年代のF1を語る上で抜きにできないトリオが完成したことになる。この関係は、後のバーンのF1人生に大きな影響を与えることとなる。
1992年に誕生したB192は、レイナードでの計画で設計されたものを基にしたもので（この時レイナードの計画で設計されたマシンは1994年にパシフィックが参戦時に使用したPR01にも流用されていたが、B192とそっくりであった）、側面がバナナのような形状（色もキャメルイエローだったため）で非常に高いノーズと、同じく高くせりあがったサイドポンツーンを持つマシンで、ベルギーGPでミハエル・シューマッハに初勝利をもたらしている。この形状は、その後のベネトンのマシンデザインのコンセプトとして長く使用される。
1993年に投入されたマシンB193Bは序盤に投入されたB193Aの改良版でセミオートマチック・ギアボックスと4WS、アクティブサスペンション、トラクションコントロールシステムといった先端技術を導入し、長足の進化を遂げていた。この車はシューマッハの手によってわずか1勝を挙げるに留まったが、翌年にはタイトルの獲得に向けて全てが万全であると言えた。

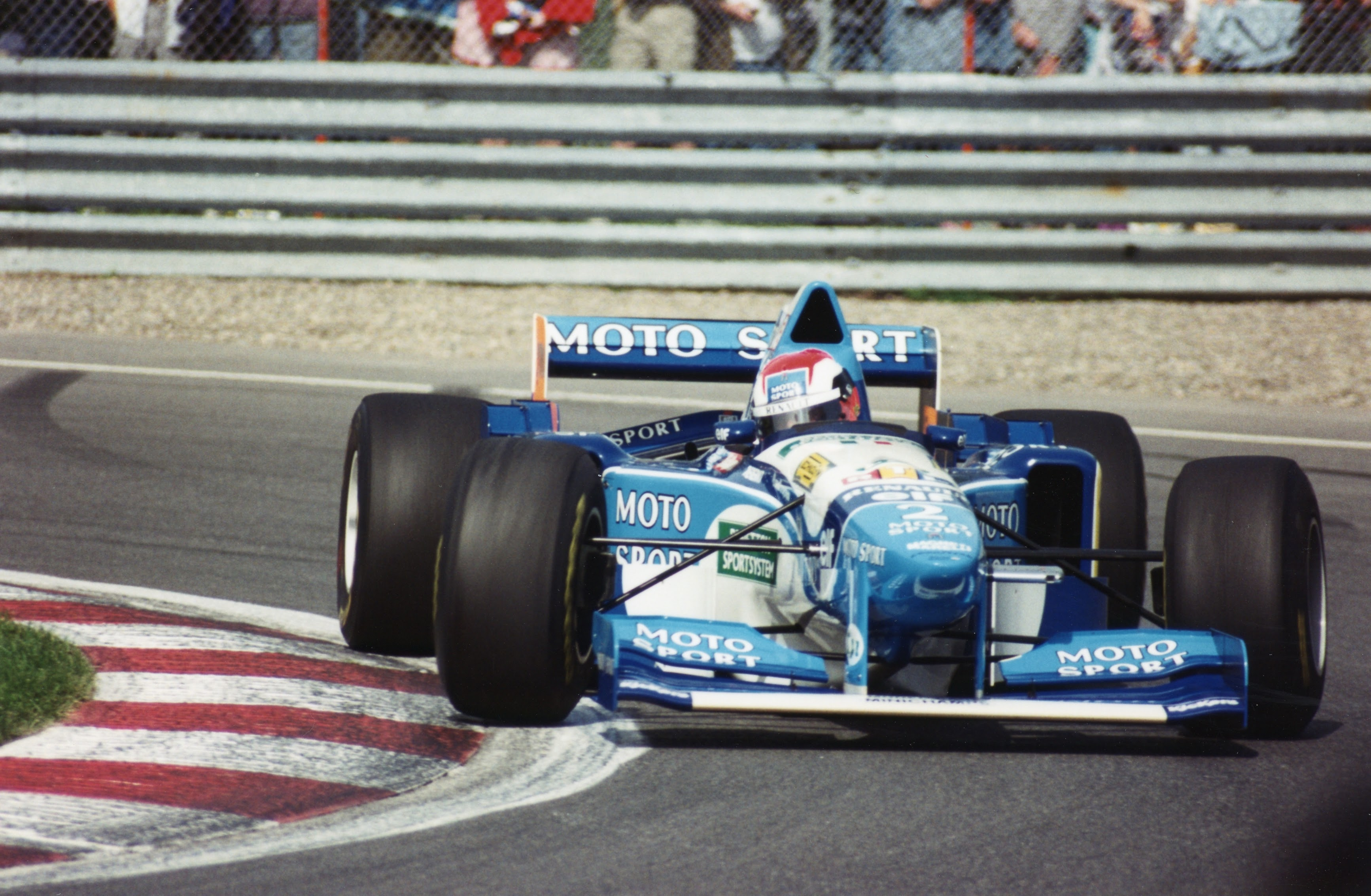
1995年のベネトン B195

1994年の最初のレースにおいて、バーンのB194シャシーが最強の車であることはすぐ明らかになった。批評家は、ベネトンが優位となった理由をむしろウィリアムズの天才デザイナー、エイドリアン・ニューウェイの攻め過ぎた空力デザインによるものと指摘し、またベネトンの不正行為に関する告発がシーズンを通してチームにつきまとった。シーズン終盤のウィリアムズの猛追はバーンから初のコンストラクターズ・タイトルをかすめ取ってしまったが、彼のモットーである「変化でなく進化」によって、1995年にはさらなる成功に向けて全てが整っていると言えた。1995年、不正行為に関する告発を受けながらもベネトンはシーズン終了を待たずに両方のタイトルを確定させ、バーンのデザインしたマシンはF1のコンストラクターズチャンピオンを獲得した。
しかし、多大な影響力を持っていたシューマッハがシーズン終了とともにベネトンからフェラーリに移籍したことにより、チームは崩れ始めた。最高の結果を得たと感じたバーンは、1996年に引退を公表した。

### フェラーリ
1996年シーズンの結果を受けて、ミハエル・シューマッハは長く低迷し続けるフェラーリを頂点へと引き戻せるエンジニアリングチームを構築するために、無条件の統率権を与えられた。ベネトンのテクニカルディレクターであったロス・ブラウンが引き抜かれ、さらにフェラーリはイタリアへの移住を拒んで、イギリスにある自身のデザイン事務所で仕事をしていたジョン・バーナードに代わるチーフデザイナーとしてバーンに白羽の矢を立てた。バーンは1998年にはタイ・プーケットに新たな生活基盤を作り、ダイビング・ショップを開く準備をしていたが、シューマッハの熱心な説得を経て、バーンはプーケットで予定していた隠居生活から欧州へと引き戻されるとマラネロのフェラーリ本社にデザインオフィスを作ることになった。

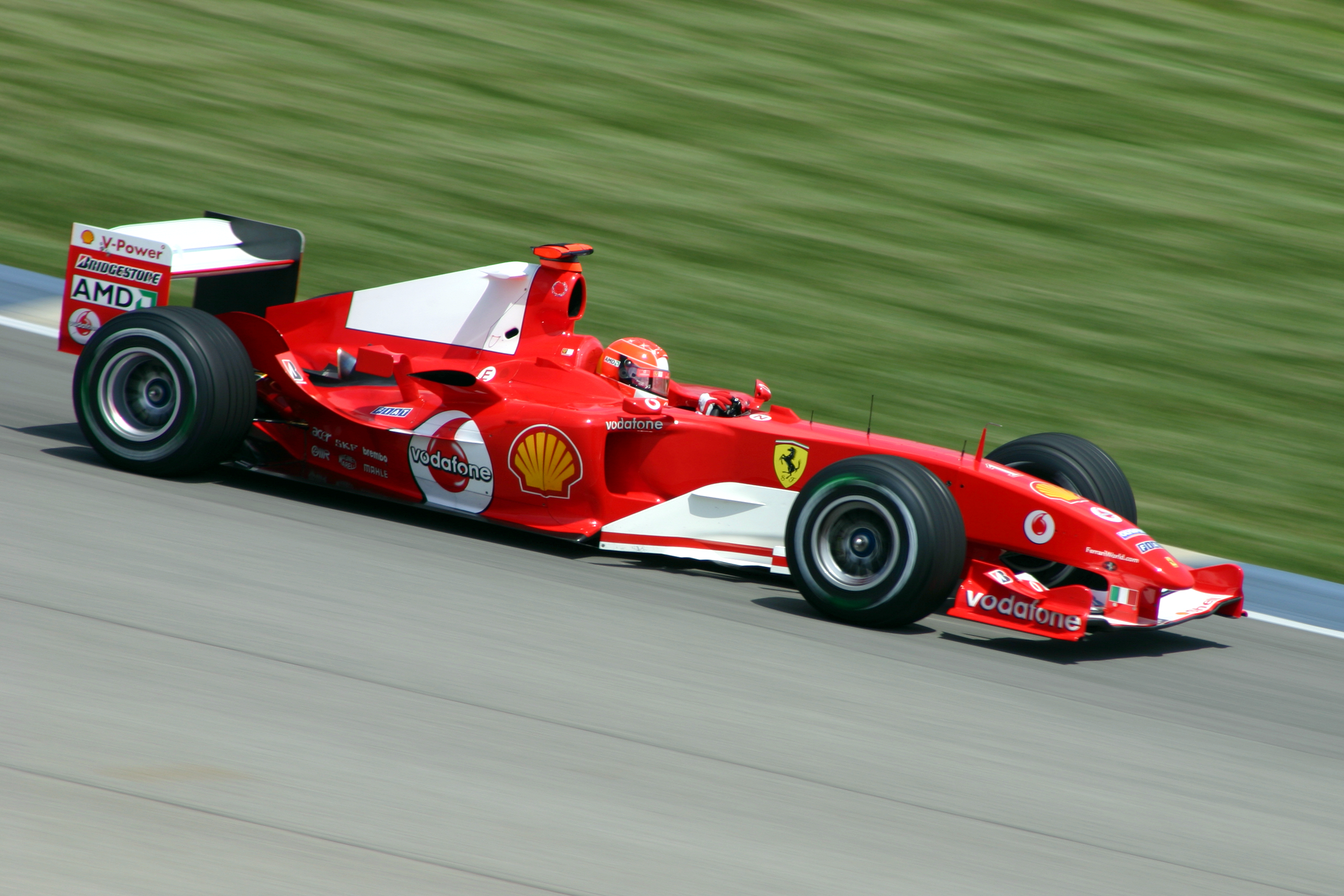
2004年のF2004

2000年までにフェラーリはタイトルに挑戦する準備を完了し、さらに続くシーズンに勢いをつけるための仕事を続けた。2004年シーズン終了時点で、バーンのデザインしたフェラーリは71勝、6回連続のコンストラクターズタイトルを挙げ、さらにミハエル・シューマッハによる過去に類を見ないほど安定かつ圧倒的な力により、2000年から5年連続でドライバーズ・コンストラクターズの両タイトルを獲得している。
2004年、バーンは2006年シーズン終了を以ってF1を引退し、1998年以来彼の補佐をしているアルド・コスタにチーフデザイナー職を委譲すると発表した。
2005年はチーフデザイナーの肩書きを形の上は保持して、実質的な指揮はコスタに任せていたが、2006年3月からはデザイン・開発部門の責任者を正式に退き、責任者の職（テクニカルディレクター）はアルド・コスタに、チーフデザイナーの職はニコラス・トンバジスにそれぞれ譲った。また、2009年まで同部門のアドバイザーとしての契約をフェラーリと結んでいた。
2008-2009年A1グランプリからフェラーリがシャーシ及びエンジンを提供することになったことからバーンの最終作であるF2004の改良版が使用されることになりA1グランプリカーの開発のコンサルタントを担当した。
2006年以降は住居を再びタイに移し隠居生活に入ったものの、以後もフェラーリの市販車部門との関係は続き、2012年に発表されたニュー・エンツォの開発ではプロジェクトリーダーを務めた。この間もF1部門への復帰が何度となく噂されたが、2013年2月にF1部門への復帰を正式に発表した。ただF1部門専任ではなく、2014年用F1マシンのデザインに関わる一方で、引き続き市販ロードカーのプロジェクトにも関与するとしている。2015年マシンのSF15-Tの開発にも一役買っている。
2022年シーズンより、F1車両にグラウンドエフェクト効果などをもたらす新レギュレーション導入を見据えて、2020年からスクーデリア・フェラーリの開発チームにアドバイザーとして協力。2022年開幕戦で3シーズンぶりの優勝に貢献した。